# Cerkiew Narodzenia Najświętszej Maryi Panny we Włodawie
Cerkiew pod wezwaniem Narodzenia Najświętszej Maryi Panny (spotykany wariant nazwy: Narodzenia Przenajświętszej Bogarodzicy) – prawosławna cerkiew parafialna we Włodawie. Należy do parafii pod tym samym wezwaniem, która z kolei jest częścią dekanatu Chełm diecezji lubelsko-chełmskiej Polskiego Autokefalicznego Kościoła Prawosławnego.
Pierwsza wzmianka o prawosławnej świątyni we Włodawie datowana jest na 1501. Nie wcześniej niż w 1772 parafia włodawska znalazła się w jurysdykcji unickiej diecezji chełmskiej. Murowaną cerkiew unicką we Włodawie wzniesiono w latach 1840–1843. Po likwidacji diecezji chełmskiej w 1875 parafia włodawska została wcielona do eparchii chełmsko-warszawskiej Rosyjskiego Kościoła Prawosławnego. Od tego momentu cerkiew we Włodawie pozostaje w rękach wyznawców prawosławia. Jej współczesny wygląd jest efektem przeprowadzonej w latach 90. XIX w. gruntownej przebudowy, gdy świątyni nadano cechy styl cerkwi ruskiej, bizantyńsko-klasycystycznej.

## Historia

### Pierwsze świątynie prawosławne we Włodawie
Pierwsze pisemne informacje o funkcjonowaniu we Włodawie prawosławnego cmentarza z cerkwią pochodzą z 1501. Najprawdopodobniej pierwsza cerkiew, razem z działającą przy niej parafią, została ufundowana przez prawosławną rodzinę Sanguszków, właścicieli miejscowych dóbr.
Parafia włodawska należała do eparchii chełmskiej Patriarchatu Konstantynopolitańskiego. Postanowienia unii brzeskiej (podpisanej przez biskupa chełmskiego Dionizego) przyjęła dopiero po 1772. Prawdopodobnie długi opór włodawskich prawosławnych przed unią kościelną wynikał z wpływów nieodległego monasteru św. Onufrego w Jabłecznej, jednego z silnych ośrodków dyzunitów. Jeszcze w 1620 w cerkwi przyjmowany był prawosławny biskup chełmski (nieuznawany przez króla polskiego) Paisjusz.
Szesnastowieczna cerkiew we Włodawie spłonęła w 1790. W momencie zniszczenia w obiekcie znajdowało się siedem ołtarzy. Uratowany z budynku ikonostas przeniesiono do cerkwi św. Dymitra w Korolówce, gdzie przetrwał do zniszczenia świątyni w czasie akcji rewindykacji cerkwi prawosławnych w 1938.

### Cerkiew unicka
Nowa świątynia unicka, nosząca wezwanie Narodzenia Najświętszej Maryi Panny, była czynna jedynie przez kilka lat. W 1821 parafia greckokatolicka zaprzestała użytkowania budynku i wynajmowała odtąd kaplicę obrządku łacińskiego. Obiekt został ostatecznie rozebrany po tym, gdy doznał kolejnych strat w czasie powstania listopadowego.
Z uwagi na trudności czynione przez rzymskokatolickich właścicieli kaplicy dotąd wynajmowanej przez unitów, w 1840 postanowili oni zbudować własną świątynię. Po uzyskaniu niezbędnych zezwoleń oraz deklaracji hr. Stanisława Zamoyskiego o pokryciu kosztów budowy przystąpiono do prac. Kamień węgielny pod budowę pierwszej murowanej cerkwi we Włodawie został położony 14 lipca 1840. W ceremonii udział wzięło dwunastu kapłanów katolickich obrządków bizantyjskiego oraz łacińskiego. Obecny był zarządca Iwan Riendina oraz grupa kilkudziesięciu miejscowych dziedziców i urzędników sądowych. Pierwsze nabożeństwa w świątyni odbyły się w sierpniu 1843, gdy w cerkwi umieszczono wykonany przez Andrzeja Cieszyńskiego klasycystyczny ikonostas.
W 1859 w sąsiedztwie świątyni wzniesiono dzwonnicę.

### Cerkiew prawosławna

#### W Imperium Rosyjskim

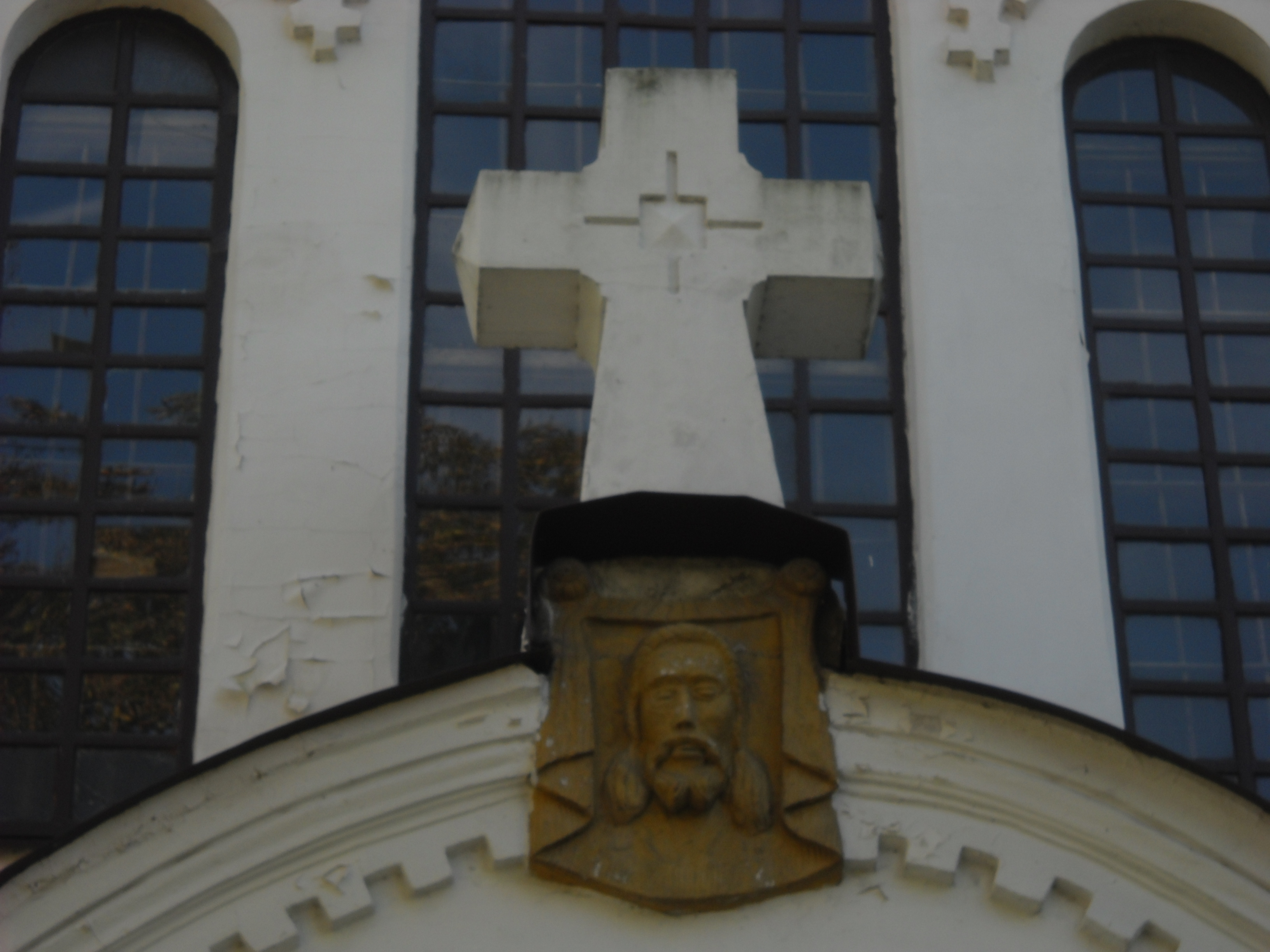
Detal budynku

Parafia we Włodawie została przyłączona do eparchii chełmsko-warszawskiej Rosyjskiego Kościoła Prawosławnego w 1875, wskutek likwidacji unickiej diecezji chełmskiej. W 1874, w czasie trwania prowadzonej przez administrację carską kampanii przygotowującej jej kasatę Włodawa była areną protestów ludności unickiej niechętnej przejściu na prawosławie. Jesienią tego roku grupa unitów wypędziła z plebanii przycerkiewnej proboszcza parafii, zwolennika konwersji. Następnie zbuntowani wierni zajęli budynek cerkwi i usunęli z niego te elementy wyposażenia, które pojawiły się w nim w ciągu ostatnich kilku lat, w czasie reorganizacji wnętrza budynku w stylu bizantyjsko-rosyjskim (przebudowy tego typu były prowadzone w większości cerkwi na ziemi chełmskiej). Protest tłumiło wojsko rosyjskie.
W 1882 w cerkwi wykonano dekoracje malarskie na ścianach i sklepieniu, dokonano ponadto konserwacji ikonostasu. Autorem fresków był ziemski strażnik Harponiuk, który za swoją pracę otrzymał wynagrodzenie zgromadzone z dobrowolnych wpłat wiernych i duchownych oraz z funduszy Kościoła.
W 1893 obiekt został poddany gruntownej przebudowie, którą oficjalne akta konsystorza eparchii chełmsko-warszawskiej określały wręcz jako budowę nowej świątyni na miejscu rozebranej starszej. Projekt zmian w sylwetce obiektu wykonał rosyjski architekt Wiktor Syczugow, członek Cesarskiej Akademii Sztuk Pięknych. Jego plan był przeglądany i opiniowany także przez architektów A. Czagina i W. Pokrowskiego. Cerkiew we Włodawie była jedną z trzynastu świątyń zaprojektowanych przez Syczugowa dla prawosławnych parafii w Królestwie Kongresowym.
Zasadnicze prace budowlane, prowadzone przez Piotra Ksenka z Siedlec trwały dwa lata, dalsze remonty cerkwi były kontynuowane do końca stulecia. Po ich zakończeniu cerkiew poświęcił biskup lubelski Gedeon. W końcu XIX w. w sąsiedztwie świątyni znajdowały się dwie dzwonnice.

#### W II Rzeczypospolitej

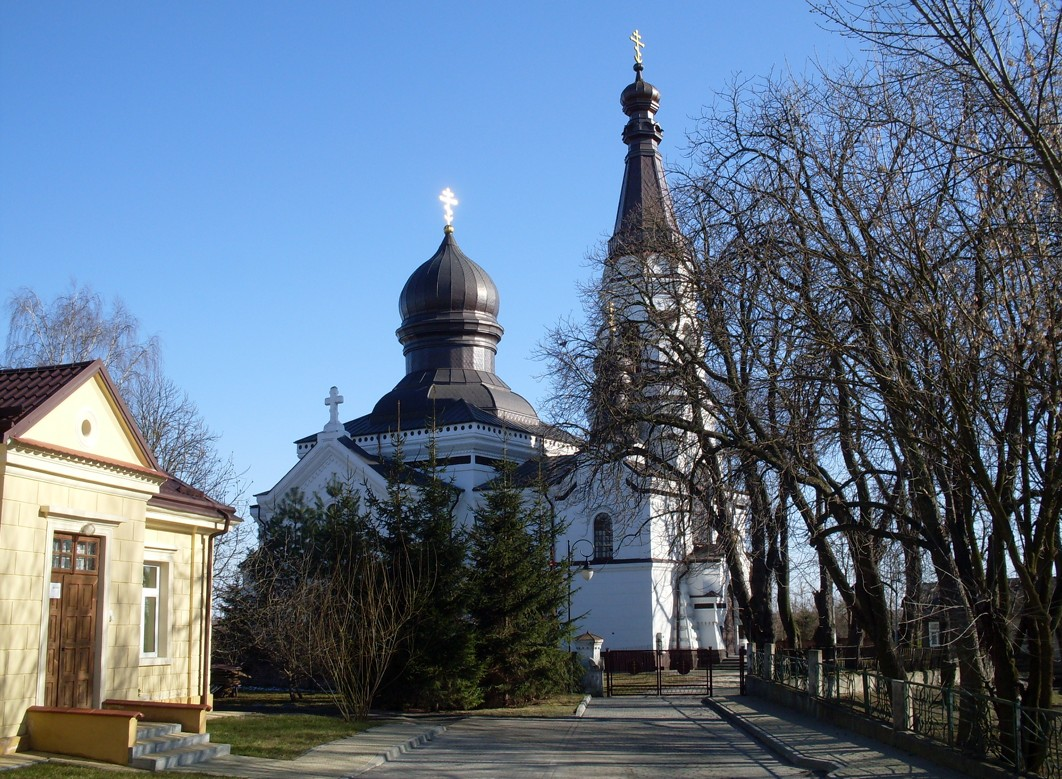
Widok ogólny świątyni, po prawej teren dawnego cmentarza, z lewej budynek plebanii

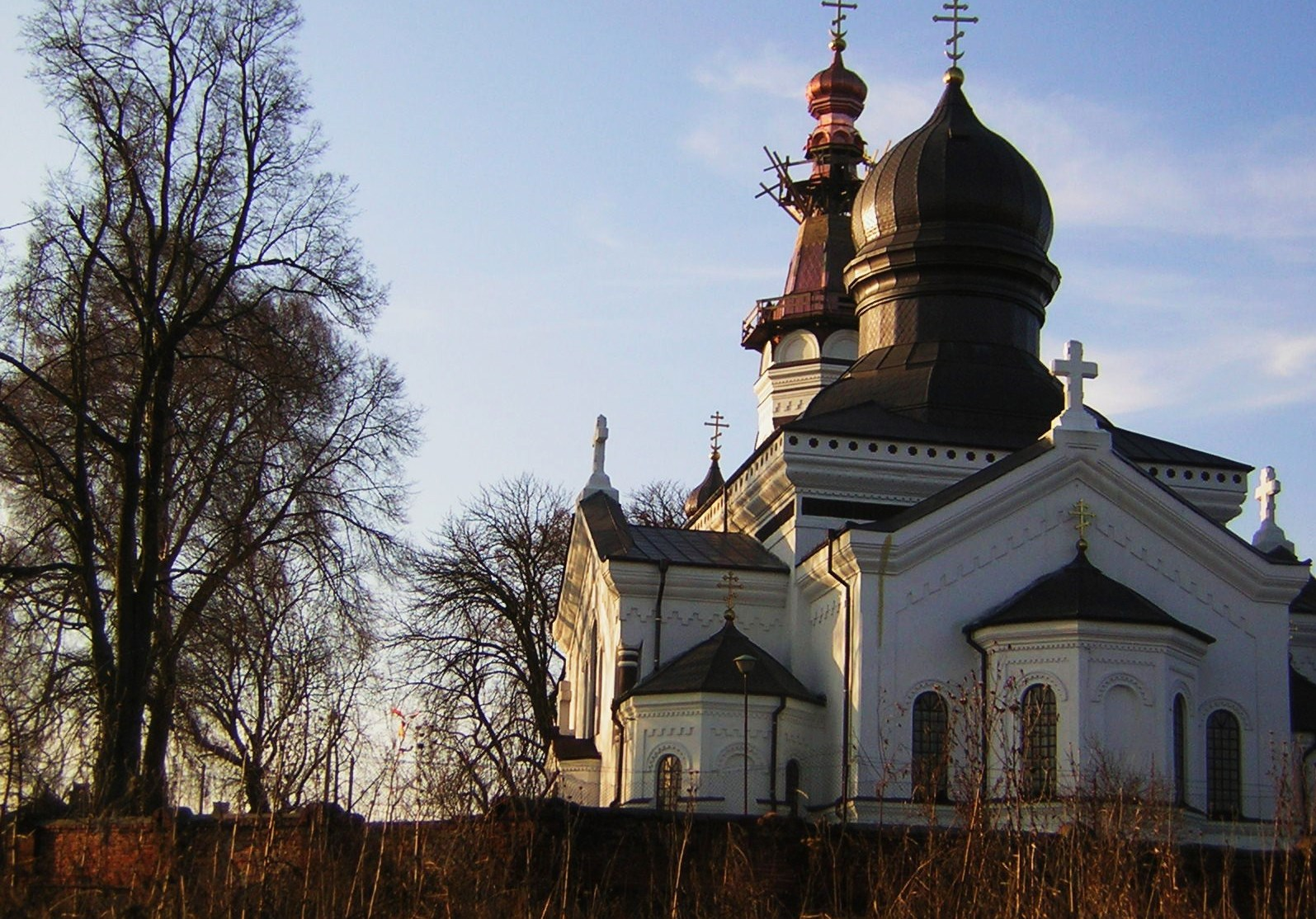
Cerkiew od północy

Po odzyskaniu niepodległości przez Polskę włodawska parafia prawosławna kontynuowała swoją działalność. W 1921 należały do niej 173 osoby, w 1931 – 146. Cerkiew we Włodawie była jedną ze świątyń dekanatu włodawskiego diecezji warszawsko-chełmskiej, do którego początkowo należało pięć, następnie sześć cerkwi.
Po akcji rewindykacyjno-polonizacyjnej 1938 cerkiew we Włodawie była jedną z pięciu istniejących jeszcze świątyń prawosławnych na ziemi włodawskiej. W dwudziestoleciu międzywojennym w świątyni, zgodnie z poleceniami władz państwowych, odbywały się nabożeństwa w intencjach patriotycznych, np. ku czci pamięci prezydenta Gabriela Narutowicza lub z okazji rocznicy odzyskania niepodległości przez Polskę.

#### Po II wojnie światowej
Prawosławne życie parafialne w mieście zamarło po wysiedleniach miejscowej prawosławnej ludności ukraińskiej w ramach wysiedleń do ZSRR oraz akcji „Wisła”. Do 1952 cerkiew była nieczynna. Została w tym czasie poważnie zdewastowana: wyłamano drzwi i okna, zniszczono część ikon, uszkodzono ikonostas. W wymienionym roku parafia we Włodawie wznowiła swoją działalność. Liczba prawosławnych mieszkańców miasta poważnie spadła, stabilizując się ostatecznie na poziomie kilkudziesięciu osób.
W latach 80. XX w. dach cerkwi został pokryty blachą, następnie w latach 90. cały obiekt został otynkowany, wymieniono w nim instalację elektryczną i założono alarm. W 1997 konserwacji poddane zostały polichromie na cerkiewnym chórze. W 1998 wyremontowano ołtarz, rok później – dwie ikony, w 2000 podjęto remont dachu. W 1999 odnowiony ołtarz poświęcił biskup lubelski i chełmski Abel, nadając mu wezwanie Narodzenia św. Jana Chrzciciela. W latach 2006–2008 sukcesywnie odnawiane były kolejne ikony znajdujące się w świątyni. W 2017 r. odnowiono prezbiterium cerkwi.
W cerkwi odbywają się imprezy kulturalne w ramach Festiwalu Trzech Kultur.

## Architektura

### Położenie cerkwi
Cerkiew mieści się przy ulicy Kościelnej 11A, na skarpie nad brzegiem Bugu. Obiekt otacza teren zielony, który pierwotnie był cmentarzem parafialnym.

### Budynek
Włodawska świątynia prawosławna została zbudowana z cegły. Reprezentuje mieszany styl bizantyjsko-rosyjski i klasycystyczny (cerkiew w typie ruskim, bizantyjsko-klasycystycznym). Obiekt jest orientowany, zbudowany na planie krzyża greckiego, z trzema absydami od strony wschodniej. Jego zachodnie ramię łączy się z fasadą, w której mieszczą się chór i przedsionek. Elewację obiektu wieńczą trzy wieże – najwyższa (środkowa) i dwie mniejsze. Najwyższa wieża cerkwi zwieńczona jest hełmem w formie ostrosłupa, na którym usytuowano latarnię z cebulastą kopułką. Nad centralnym punktem krzyża znajduje się kopuła, na której zbudowano jeszcze jedną wieżę. Na wszystkich kopułach umieszczono krzyże prawosławne, podczas gdy szczyty kaplic transeptu i prezbiterium wieńczą krzyże łacińskie.
Okna budynku są półkoliście zamknięte, dekorowane archiwoltami zdobionymi ząbkami. Wejście do świątyni prowadzi przez trzy portale: zachodni (główny), północny i południowy, zlokalizowane w ryzalitach. Trójdzielny budynek kryty jest sklepieniem kolebkowym.

### Wystrój wnętrza

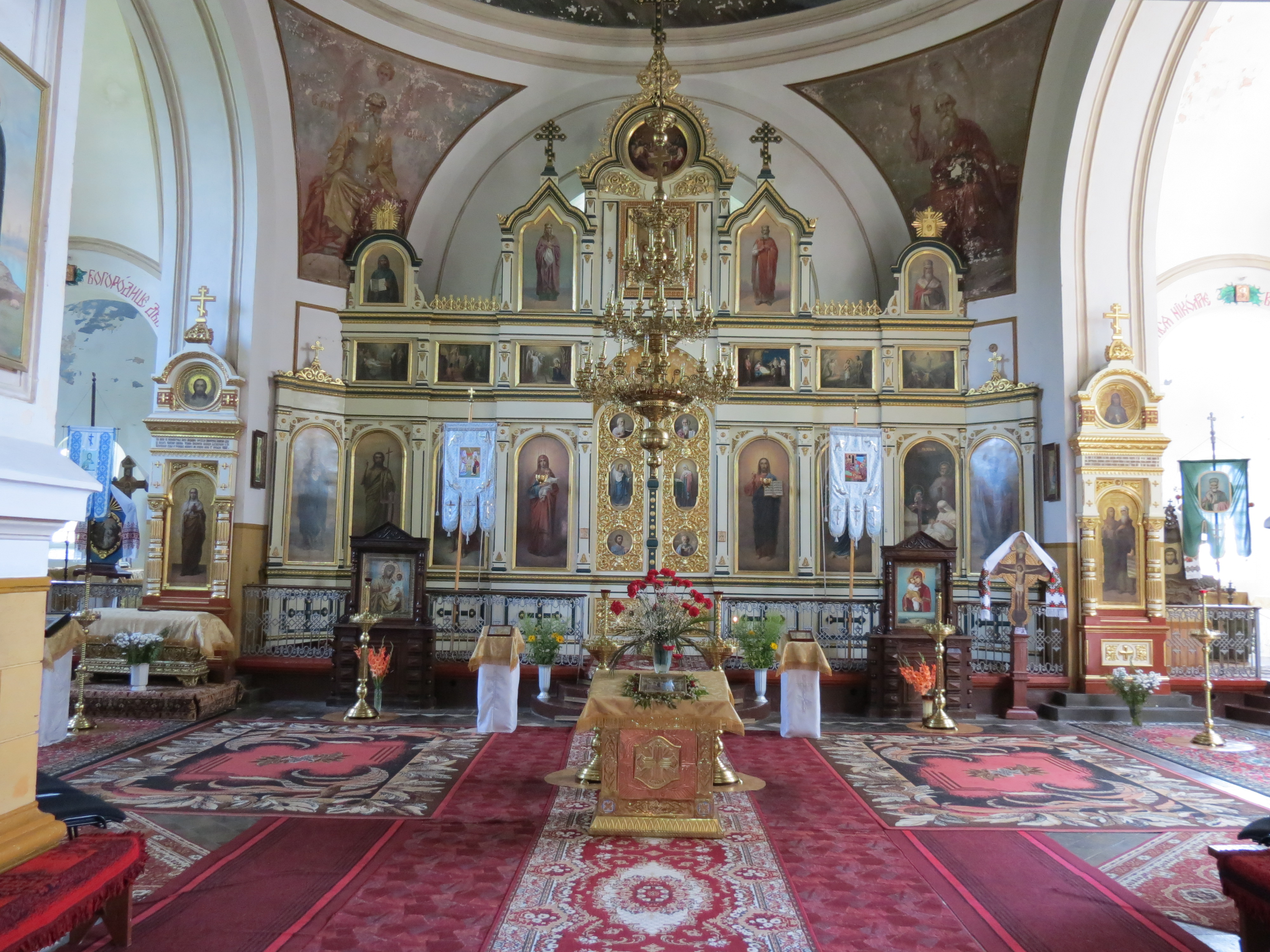
Wnętrze cerkwi we Włodawie

Ikonostas cerkwi we Włodawie został w 1945 zdekompletowany. Współcześnie (dane z 2002) tworzą go następujące wizerunki: św. Bazyli Wielki, św. Jan Chrzciciel, Matka Boża, Chrystus Pantokrator, św. Michał Archanioł, św. Gabriel Archanioł, Święta Rodzina (dolny rząd); Chrzest Pański, Boże Narodzenie, Zwiastowanie, Przemienienie Pańskie, Zaśnięcie Matki Bożej, Wprowadzenie Matki Bożej do Świątyni (środkowy rząd świąt); św. Barbara, św. Antoni Pieczerski, św. Mikołaj z Miry, św. Laurenty (górny rząd); Matka Boska oraz Ostatnia Wieczerza (zwieńczenie ikonostasu).
W okresie II wojny światowej, a następnie przesiedleń ludności ukraińskiej wiele elementów wyposażenia obiektu zaginęło. Były to ikony Matki Bożej z XV w., św. Teodozji z 1715, ewangeliarz z XII w., kielich srebrny, trzy krzyże ołtarzowe i dziesięć szesnastowiecznych dzwonów. We wnętrzu świątyni przechowywane są ikony, całe fragmenty ikonostasów z cerkwi zniszczonych w okresie międzywojennym (m.in. z Sobiboru i Holeszowa), uratowane przez parafian rozbieranych świątyń. Inne cenne elementy wyposażenia obiektu to ikona św. Jana Chryzostoma z przełomu XVII i XVIII stulecia oraz krzyż ołtarzowy z przełomu XVIII i XIX w..
Sufit prezbiterium cerkwi zdobiło malowidło przedstawiające Boga Ojca w otoczeniu aniołów. Nad miejscem lektury Ewangelii umieszczono wizerunek Ducha Świętego w postaci gołębicy, z podpisem cerkiewnosłowiańskim Duch Święty ogarnia cię i siłą Najwyższego olśniewa cię. Na suficie nawy świątyni wykonano malowidło z postacią Matki Bożej okrywającej świat omoforionem (Opieka Matki Bożej) z podpisem Ciesz się nasza radości, okryj nad od wszelkiego zła swoją najczystszą szatą. Z kolei na chórze namalowano Wszechwidzące Oko.